# Peter Helander (Eishockeyspieler)
Peter Helander (* 4. Dezember 1951 in Stockholm) ist ein ehemaliger schwedischer Eishockeyspieler, der in seiner aktiven Zeit von 1971 bis 1983 unter anderem für die Los Angeles Kings in der National Hockey League gespielt hat.      

## Karriere
Peter Helander begann seine Karriere als Eishockeyspieler bei Rönnskärs IF, für das er von 1971 bis 1974 in der damals noch zweitklassigen Division 2 aktiv war. Anschließend spielte der Verteidiger acht Jahre lang für den Skellefteå AIK – zunächst ein Jahr lang in der Division 1 und ab der Saison 1975/76 in der neu gegründeten Elitserien. Mit dem Skellefteå AIK gewann er in der Saison 1977/78 den schwedischen Meistertitel. In den Jahren 1981 und 1982 wurde er in das schwedische Welt-All-Star-Team gewählt. Im NHL Entry Draft 1982 wurde er in der achten Runde als insgesamt 153. Spieler von den Los Angeles Kings ausgewählt, für die er in der Saison 1982/83 in der National Hockey League in sieben Spielen ein Tor vorbereitete. Parallel spielte er für das Farmteam der Kings, die New Haven Nighthawks, in der American Hockey League und erzielte in neun Spielen ein Tor und drei Vorlagen. Anschließend beendete er im Alter von 31 Jahren seine Karriere.

### International
Für Schweden nahm Helander an den Weltmeisterschaften 1981 und 1982 teil. Zudem stand er 1981 im Aufgebot seines Landes beim Canada Cup. Sein größter Erfolg mit der Nationalmannschaft war der Gewinn der Silbermedaille bei der Weltmeisterschaft 1981. 

## Erfolge und Auszeichnungen
- 1978 Schwedischer Meister mit dem Skellefteå AIK
- 1981 Silbermedaille bei der Weltmeisterschaft
- 1981 Schwedisches Welt-All-Star-Team
- 1982 Schwedisches Welt-All-Star-Team